# Advergame
 (mai 2025).
- Si vous ne connaissez pas le sujet, laissez ce bandeau (vous pouvez alors contacter les auteurs).
- Si vous supprimez le contenu mis en cause (vous pouvez préalablement contacter les auteurs),

argumentez précisément cette suppression dans la page de discussion
(un manque de référence n'est pas un argument ; une recherche réelle de référence doit avoir été effectuée, être formellement documentée).

Un advergame, ou jeu vidéo publicitaire en français,, est un jeu vidéo qui sert uniquement à promouvoir l'image d'une marque. Le mot anglais advergame est un néologisme qui combine les deux premières syllabes (adver) de advertisement, « annonce publicitaire » et de game, au sens de « jeu informatique ou vidéo ».

## Terminologie
La Commission d’enrichissement de la langue française (CELF) et l’Office québécois de la langue française (OQLF) recommandent « jeu vidéo publicitaire » comme équivalent de l'anglais advergame.
FranceTerme, la base de données des termes recommandés par la CELF et publiés au Journal officiel, définit advergame (« jeu vidéo publicitaire ») comme « jeu vidéo conçu pour faire la promotion d’un produit, d’un service, d’une marque ou d’un évènement. » (voir le  Journal officiel du 25 juin 2019), et advergaming (« (la) ludopublicité ») comme « mode de publicité qui recourt aux 'jeux vidéo publicitaires' »  (voir le  Journal officiel du 23 mai 2020).

## Définition

### Principe
L'advergame est un jeu, en général de type jeu vidéo, destiné à promouvoir une marque. L'advergaming est la pratique de ce type de jeu. L'advergame est de plus en plus utilisé afin de permettre aux marques d’atteindre plus facilement les consommateurs via une communication différente comparée aux médias traditionnels. Basé sur le thème du divertissement, l’advergame crée une relation entre la marque et le consommateur perçue comme étant peu intrusive. Cette solution interactive et attrayante crée facilement du buzz.
Des études ont établi que les Parisiens percevaient en moyenne près de 3 000 messages publicitaires chaque jour. Cette profusion d’informations empêche les consommateurs de créer une véritable relation avec la marque. Par opposition à tous les médias traditionnels, le jeu apporte une rupture fondamentale dans la relation vécue entre le consommateur et la marque. Cette cassure est rendue possible grâce à la nature même du jeu vidéo. Le jeu permet une immersion du consommateur bien plus importante que dans n’importe quel autre média. Cela conduit à des temps d’exposition à la marque élevés allant jusqu’à plusieurs dizaines de minutes. L’advergame rend le consommateur actif, ce dernier participe au jeu tout en s’amusant. Cet engagement progressif permet d’entrer plus facilement en relation via par exemple les discours ou les personnages du jeu. De plus, le jeu s’inscrit parfaitement dans une logique de dialogue direct avec le consommateur. Le joueur peut partager et échanger avec la marque afin d’exprimer ses opinions. La facilité de prise en main ainsi que l’aspect ludique du jeu vidéo rend celui-ci plus accessible pour les joueurs occasionnels.
L'advergaming est la plus récente technique utilisée par les publicitaires afin de toucher les consommateurs. Les jeux se présentent souvent sous la forme d’applications Flash disponibles sur le site internet de la marque en question. Les possibilités en matière d’interface graphique sont infinies avec ce modèle. L’advergame permet à la marque de s’exprimer aux niveaux de son architecture graphique, son identité commerciale, le design de l’environnement du jeu ou encore le message à transmettre. Les décors, les mises en scène ou encore les personnages du jeu sont là pour traduire l’univers et les valeurs de la marque.

### Finalité
Les entreprises cherchent à rester pérenne sur leur marché cible. Il est nécessaire qu’elles développent des relations clients-marques fortes. Pour y parvenir, elles peuvent notamment générer des expériences utilisateurs qui mettent en place un environnement de marque attirant l’attention des clients et les conduisant à se fidéliser.
Le jeu vidéo publicitaire est une bonne façon de proposer rapidement des relations positives avec le consommateur, de lui faire vivre une expérience avec la marque qui est plus interactive que les opérations menées sur le web telles que l’annonce publicitaire ou l’e-mailing.
L’advergaming présente plusieurs avantages tant pour la marque que pour le public visé. En effet, il attire l’attention du consommateur d’une façon beaucoup plus significative que la publicité « classique » qui, quant à elle, capte l’attention durant approximativement 45 secondes. Le temps d’exposition étant prolongé, les consommateurs mémorisent plus d’informations et l’annonceur peut faire passer des messages plus complexes sans pour autant les ennuyer. Autre finalité du jeu vidéo, la marque peut collecter un grand nombre d’informations précises permettant un meilleur suivi des populations visées.

#### Développer la notoriété de la marque
Afin de maintenir ou renforcer la notoriété d’une marque, il convient de mettre en valeur l’image qu’elle renvoie auprès de la cible. Il est important de déterminer les bénéfices qu’elle peut offrir, les besoins qu’elle peut satisfaire ou encore établir dans quelles mesures sa présence peut modifier la perception des produits. Entre en jeu, l’advergame. Ce dernier va créer l’interaction nécessaire à l’amélioration de la mémorisation du produit ou de l’idée que de la marque souhaite véhiculer.
De nos jours, les advergames les plus attractifs sont ceux que l’on joue en réseau avec plusieurs gamers ou amis. Ils offrent la possibilité de diffuser les informations relatives à la marque d’une personne à une autre (marketing viral).
Depuis l’intégration de publicités dans les jeux vidéo, les taux de notoriété sont en hausse, entre + 30 % et + 50 % selon les types de joueurs et plus particulièrement sur certains secteurs comme les produits de grande consommation, en particulier les boissons, les télécommunications ou les divertissements.

#### Augmenter la force de vente
La finalité des advergames comme pour toute campagne marketing est d’augmenter les ventes des produits et de soutenir la force de vente de l’entreprise. Ces actions sont rendues possibles en augmentant la notoriété de la marque ou en proposant en fin de jeu des cadeaux ou des bons de réduction. Il est également possible de créer une sorte de compétition entre joueurs afin de valoriser les éventuels gains. La rivalité qui s’établit entre gamers renforce l’impact du jeu et implique d’autant plus le consommateur dans le déroulement du jeu.
De plus, les résultats d’une étude menée par Blockdot, studio de création d’advergames, confirment que cette forme de communication renforce positivement l’intention d’achat des produits mis en scène dans les jeux. Selon IGA WorldWide, spécialiste de la publicité dans les jeux vidéo, 61 % des gamers ont une opinion favorable des produits vus dans les jeux.
Par exemple, Novotel lance en 2011 le jeu « Bubble Game » afin d’éveiller la curiosité des causual gamers sur toutes les commodités proposées lors d’un séjour chez Novotel. Le jeu crée un véritable lien avec le consommateur et le pousse même à la consommation grâce aux réductions et cadeaux proposés lors du jeu.

#### Recruter de nouveaux clients
Il est fréquent de retrouver à la fin des advergames un système de parrainage ou la possibilité d’inviter des amis afin de jouer en réseau ou de battre un score atteint. Cette interactivité apporte plus de complicité pour le consommateur et des avantages non négligeables pour la marque. Elle permet de faire vivre le jeu et de rassembler le maximum d’informations sur les clients (Data mining). La démarche semble être assez bien acceptée par les utilisateurs car elle n’est pas perçu comme intrusive à l’inverse des messages publicitaires tels que les spam.
Par exemple, Trésor de Kellogg’s lance le jeu publicitaire « Chocovores Master » via le réseau social Facebook. L’annonceur propose un gameplay composé de mini-jeux faciles à prendre en main et motivés par un jeu concours. Pour jouer, une adhésion au groupe est nécessaire ; ainsi la marque Kellogg’s tant progressivement à développer une communauté de marque.

### Distinction
L’advergame n'est pas à proprement parler un serious game (jeu sérieux). Les serious games sont en effet des applications utilisant les technologies, techniques et usages du jeu vidéo, mais dans un but non ludique afin, par exemple, d’apprendre à faire la cuisine, d’apprendre les spécificités d’un métier…
Malgré tous les avantages que représente l’advergame, il peut arriver que les jeux vidéo deviennent de véritables obstacles pour l’annonceur. Des anti-advergames commencent à se développer sur le web. Leurs finalités n’est pas de promouvoir la marque mais au contraire de dénoncer des attitudes ou des pratiques jugées excessives. Par l'entremise de ces nouveaux types de jeu, des internautes prennent la parole et expriment leur regard critique sur des produits.
Par exemple, MolleIndustria propose un anti-advergame consacré à l’univers de McDonald’s. Très loin de l’objectif promotionnel de l’advergame, ici le joueur doit exploiter les pays sous-développés et les travailleurs sous-payés ; utiliser des OGM… Le jeu conduit inexorablement à la faillite du restaurateur.

## Contexte

### Cadre contractuel
Le créateur ou réalisateur de jeu vidéo publicitaire est en contrat soit avec la marque en direct, soit passe par son agence. Le modèle économique diffère donc de celui du jeu vidéo classique, ou l'éditeur finance en amont (avance sur royautés) et en aval (royautés).
Ici, le réalisateur du jeu est un sous-traitant de la marque ou de l'agence. Il apporte son savoir-faire et son expertise ludique, mais obéit aux demandes marketing du client. De même les notions de propriétés intellectuelles peuvent être cédées et aucun bénéfice pécuniaire autre que celui du contrat ne peut être exigé. Certaines agences de publicité et de communication qui maîtrisent la technologie Flash proposent directement ce genre de produit et ne passe pas par un sous-traitant spécialisé.
L’agence prend toute la création en charge, elle peut ainsi proposer ses services pour un développement sur mesure du gameplay ou alors pour mettre en service une application générique moins onéreuse.

### Cadre juridique
La publicité dans les jeux vidéo est soumise au régime juridique des messages publicitaires destinés à la diffusion sur Internet, étant donné que la plupart des jeux se jouent en ligne.
La loi Sapin du 29 janvier 1993 réglemente les procédures d’achat d’espace publicitaire. Elle vise à clarifier les rapports entre l’annonceur et les différents prestataires (régies, centrales et agences). Il est nécessaire d’établir un contrat de mandat entre l’annonceur et le prestataire chargé de l’achat des espaces publicitaires.
La loi pour la confiance dans l'économie numérique du 21 juin 2004 prévoit que le joueur, plus globalement l’internaute, puisse clairement identifier l’entité qui se trouve derrière le message publicitaire. L’éditeur peut être poursuivi pénalement en cas de contenu illicite dans son jeu vidéo. Ces aspects de la loi ne concernent généralement que peu d’advergames.
L’article L.121-1 du Code de la consommation indique que la publicité de nature trompeuse est interdite sur le web. En effet, le jeu publicitaire ne doit pas contenir de fausses allégations ou induire en erreur.
Les annonceurs et éditeurs doivent respecter le code de la propriété intellectuelle. Ils ont le devoir de veiller à ne pas reprendre le slogan, le contenu descriptif ou bien les signes distinctifs (logo de marques, noms commerciaux…) d’un concurrent ou d’une société notoirement connue.
La directive 95/46/CE constitue, au niveau européen, le texte référent en matière de protection des données à caractère personnel. Ces données concernent toutes les informations que l’annonceur est susceptible de recueillir telles que l’adresse mail, le nom et prénom, les préférences produits…

La directive vise à protéger entre autres : 
- le traitement des données, c’est-à-dire que la collecte des informations soit traitée loyalement et licitement.
- La légitimation des traitements des données. Ces derniers ne peuvent être effectués que si la personne concernée a donné son consentement.
- Les catégories de traitements. En effet, certaines données privées telles que les opinions publiques, les convictions religieuses ou l’origine raciale sont interdites au traitement.
- Le droit d’accès du joueur à ses données.
- Le droit d’opposition au traitement des données.
- La confidentialité et la sécurité des traitements[15].

À cela s’ajoutent les recommandations de l'ARPP (Autorité de Régulation Professionnelle de la publicité), adoptées le 17 décembre 2010, concernant les nouvelles règles déontologiques relatives à la publicité digitale.

### Cadre économique
D’une manière générale, le coût d'un advergame est peu comparable à celui d'un jeu classique. La fonction première d’un jeu vidéo publicitaire est d’attirer l’attention de la cible voulue. Pour cela, il est nécessaire de mettre en place une interface graphique suffisante ainsi qu’un gameplay adapté. Ces contraintes peuvent conduire à des coûts de développement rapidement élevés. Il faut donc compter au moins 5 000 € pour un jeu simple et jusqu’à 50 000 €  si le concept du jeu est plus complexe (scénarios multiples, plate-forme…).
Dans le cadre du développement sur mesure d’un advergame, le budget moyen est compris entre 15 000 et 50 000 €. Cette estimation reste extrêmement variable du fait des technologies employées, de la densité des contenus ou encore des expertises mobilisées pour leur mise au point.
Concernant la mise en œuvre d’une application générique, le budget minimum est estimé à 5 000 €. Les coûts de production peuvent varier en fonction du coût de développement de l’application initiale, du système de monétisation choisi (licence, abonnement…), de la qualité de l’application et bien sûr des capacités du programme à s’adapter à la marque.

## Différentes formes

### Modes de diffusion

#### Web et réseaux sociaux
De plus en plus d’applications se développent sur les sites des marques ou bien sur les réseaux sociaux. La croissance de cette technique de communication est liée à la démocratisation progressive du jeu vidéo. Désormais, l’advergame touche toutes les catégories de population. Sur ces réseaux de distribution, en particulier les réseaux sociaux, les advergames ludiques connaissent un plus grand succès car les internautes ne cherchent pas à s’informer mais au contraire se divertir. C’est notamment le cas pour le jeu vidéo publicitaire « The Coke Zero Game » de Coca-Cola Zero lancé en Allemagne.

#### Consoles
L’advergaming ne se limite pas à internet, il reste présent sur les jeux PC ou console, comme les jeux vidéo traditionnels. Les consoles de jeu introduisent de nouvelles façons de jouer, plus accessibles, et s’adressent à une cible plus large qu’auparavant, notamment les femmes et les adultes néophytes. L’advergame est développé dans un but précis comme c’est le cas de la série de jeux America's Army, qui consiste à incarner un soldat de l’armée américaine et combattre des forces opposées. Ce jeu a été créé afin d'améliorer l'image de l'armée américaine et d'inciter les gens à s'enrôler.

### Formats de jeux
Les advergames sont généralement proposés en format free to play, c’est-à-dire gratuits car financés par la marque. Plusieurs marques peuvent s'associer dans le but de réduire les coûts liés à son développement.
Cependant, certains jeux vidéo publicitaires peuvent mettre en place des item selling (micropaiement) en cours de jeu. En effet, ces formats payants permettent d’accéder à d’autres éléments ou niveaux de jeu. Ce modèle reste tout de même assez rare. De plus, dans la majorité des cas, les gamers ne s’intéresseront pas à cette partie payante du jeu.

### Catégories
Jeu d’action : De type plateforme, combat, aventure ou labyrinthe, les jeux d’action permettent aux joueurs d’explorer des mondes fantastiques. Le gamer peut courir, sauter, monter ou descendre ; le but étant d’évoluer et de passer les niveaux.
Jeu « Puzzle » : De type action, mots, mathématique ou plus futile, les jeux « puzzle » obligent à manipuler des objets afin de trouver la solution.
Jeu de course : De type classique ou démolition, l’objectif est de contrôler un véhicule ou un objet et de gagner une course.
Jeu de tir : De type écran fixe ou mobile, il s’agit de lancer des projectiles sur une cible.
Autres : Il existe beaucoup d’autres jeux qui cassent le « moule » des catégories conventionnelles de jeux vidéo. Ils sont souvent du genre « construction » et définissent une nouvelle façon de jouer.

### Technologies
Les jeux Flash : Cette technologie permet de créer des jeux en totale interactivité avec l’utilisateur. L’avantage du développement de cette technologie est de permettre une compatibilité du jeu Flash sur les différentes plateformes (Windows ou Mac OS).
Les jeux Shockwave Player : Également édité par Adobe, ils utilisent cependant un langage différent du Flash. Cette technologie a été conçue pour réaliser des animations 3D. Ce type de jeu à recours à la charte graphique, ce qui le rend plus puissant mais également plus contraignant pour son utilisation web.
Les jeux 3D Live Player : Ils agissent sur le même principe que la précédente technologie et leurs performances sont similaires.

### Communication
Le jeu vidéo publicitaire est utilisé par les annonceurs comme étant un nouvel outil de communication. Il est source de différenciation et de valeur ajoutée pour la marque.
Il permet d’interagir sur la communication externe (produit), la communication de la marque (image de marque et valeurs), la communication interne (coaching, amélioration des performances).
Il est nécessaire de développer des mises en scènes innovantes sachant se démarquer de la concurrence. L’aspect ludique est à privilégier tant dans le gameplay que dans l’interface graphique afin d’inciter l’internaute à prolonger son interaction avec la marque.
Dans la plupart des advergames consacrés aux marques agroalimentaires de grande consommation, l’avatar prend la forme du produit ou bien un ingrédient principal ; de cette manière le client intègre progressivement le produit et mémorise les modes de consommation.

## Industrie des advergames

### Historique

#### Création de jeux promotionnels (1982-1983)
Les premiers accords pour joindre la publicité et les jeux vidéo ont commencé dans les années 1980. À cette époque, les jeux vidéo commençaient à être populaires aux États-Unis, surtout chez les enfants. C’est à cette époque que les marques ont pris conscience qu’elles pourraient accéder plus facilement à un public plus large.
En 1982, l'industrie du jeu vidéo atteint un maximum de popularité au niveau économique, grâce aux Américains qui dépensent près de 3.000 millions de dollars en jeux électroniques.
Ce ne sont pas les marques mais les producteurs de films qui se sont intéressés dans un premier temps aux jeux vidéo publicitaire. En 1982, la société Midway lance « Tron » sur le marché dans le cadre de la diffusion du film homonyme de Disney. Le jeu permet ainsi la promotion de l’œuvre. Un an plus tard, la société développe la suite du jeu, appelée « Discs of Tron ».
En 1983, Atari crée le jeu vidéo « Star Wars » en 3D afin de promouvoir la saga de ce film. Au cours de la même année, les marques commence à entrer dans ce secteur pour créer leurs propres advergames. Au départ, il s’agit de simples jeux à faible diffusion qui sont envoyés gratuitement au public sur demande. Ce sont ces premiers jeux qui permettront d’initier le futur concept de jeux consacrés à la marque.
Toujours en 1983, Ralston Purina Company adapte ses publicités télévisées de nourriture pour chien « Chuck Wagon » à un jeu avec la même mascotte protagoniste : « Chase The Chuck Wagon », développé par Atari Spectravision 2600. General Foods fait de même pour sa préparation pour boisson aux fruits Kool-Aid et sa mascotte Kool-Aid Man, et lance deux jeux homonymes sur Atari 2600 et Intellivision.
Cependant, cette utilisation des jeux vidéo pour promouvoir un film ou des produits est ralentie par la crise qui touche l’industrie du jeu à la fin de 1983. Cette crise est connue dans le jargon professionnel sous l'appellation de « crash du jeu vidéo ».

#### Professionnalisation des advergames (1995-2001)
Durant les années 1995-2001, plusieurs marques choisissent de proposer des advergames à leurs consommateurs. Afin de répondre à cette demande, des professionnels de l’informatique spécialisent leurs activités dans la conception de produits publicitaires, tout comme BrandGames qui s’impose rapidement en tant que pionniers.
De nombreuses grandes marques travailleront avec cette société entre autres. Coca-Cola lui commande, par exemple, un jeu en 3D pour promouvoir sa boisson M. Pibb dans le cadre de sa campagne « retour à l'école ».
Une autre société, Sky-works, est fondée en 1995. Elle est la première à proposer la création d’advergames sur internet. Son premier client est Nabisco, qui en 1997 lui commande un portail de jeu destiné à promouvoir sa marque.
Bien que les advergames apparaissent en 1983 ; c’est en 1995 que le phénomène des jeux vidéo publicitaires se professionnalise.

#### Maturation des advergaming (2002-2009)
L'étape finale est venue en septembre 2002, lorsque «La deuxième partie » du jeu le plus vendu de l’histoire du jeu vidéo est devenue un support publicitaire notable pour les marques.
Les Sims, un simulateur de vie sociale originale, s’est vendu au cours des trois dernières années à plus de 19 millions d'exemplaires. Ce jeu a trouvé une nouvelle manne financière grâce au phénomène de masse qu’il a généré. Il montre des produits des sociétés comme Intel et McDonald’s. Les nouveaux joueurs « Sims » peuvent acheter des hamburgers virtuels ou acquérir des processeurs Pentium.
En 2006, l'industrie du jeu vidéo arrive à sa maturité. Une étude réalisée par Yahoo!, OMD Insight et Skive a démontré l'efficacité de ce format de publicité pour la reconnaissance de la marque. Ce qui encourage depuis, les sociétés à réaliser des advergames pour leurs marques.
Enfin, en 2007 le géant de la communication Google a confirmé l’acquisition d'ADSCAPE Media. Les jeux vidéo deviennent de très bons moyens de se différencier pour les entreprises.
Finalement, Massive Incorporated développe une nouvelle technologie qui met à jour en temps réel la publicité in-game. Les possibilités d'advergaming se développent de plus en plus et on peut dire que l’histoire de ce format publicitaire ne fait que commencer.

### Acteurs du marché
Les annonceurs : Il s’agit le plus souvent de l’entreprise qui souhaite promouvoir l’un de ses produits ou bien faire de la communication institutionnelle en véhiculant son image de marque. L’annonceur peut également être une organisation internationale, une association, un mouvement politique ou encore un particulier…
Les éditeurs de jeux : Il s’agit des entreprises qui conçoivent les jeux vidéo. Ils sont chargés de mettre à disposition des espaces propices à l’accueil de l’advergame. Leur mission est de rendre le jeu vidéo à la fois ergonomique et attractif.
Les régies publicitaires : Leur rôle est de jouer l’intermédiaire entre l’annonceur et les éditeurs de jeux vidéo. Cet intermédiaire facilite les échanges entre les deux entités. De plus, elle permet de bénéficier de leur savoir-faire dans le domaine des jeux vidéo.
Les studios de création : Ils interviennent lors de la conception de l’advergame. Ils doivent faire preuve de compétences en matière de graphisme, de programmation (Flash) et de construction de site internet.

### Développeurs
Sur le marché du jeu vidéo, le marketing et la publicité sont en hausse d'intérêt auprès des annonceurs car ils s’imposent comme un moyen innovant de campagnes promotionnelles. La publicité dans le jeu vidéo a bénéficié d'un changement important dans les habitudes et les tendances des utilisateurs avec un profil de joueurs qui a progressivement évolué. Les gamers ont une moyenne d'âge supérieure à 35 ans, ce qui implique que la cible est beaucoup plus large qu'il y a 5 ans.
Microsoft Advertising : il offre avec MSN et Windows live une forte audience des annonceurs avec plus de 1,8 million d’utilisateurs. Ils proposent une gamme de canaux ciblés et largement fréquentés par les consommateurs. Il est possible de promouvoir une marque ou une entreprise et ces dernières peuvent facilement entrer en contact direct avec le consommateur.
L'effet multiplicateur des médias, permet aux annonceurs d'atteindre les consommateurs sur plusieurs écrans. Xbox LIVE offre l'accès à un public qui interagit activement avec le contenu perçu par l'intermédiaire de la télévision. Xbox LIVE est le plus grand réseau social à travers le « petit écran », avec un  accès à 35 000 films et contenus TV en HD.
Xbox.com fournit des nouvelles, des téléchargements et des remorques de jeu pour le public principal de la Xbox et permet aux annonceurs de s’approcher des amateurs de jeux dans les différents formats publicitaires standards, de vidéo et  medias.
ADSCAPE : c'est une entreprise spécialisée dans la publicité in-game pour les jeux vidéo. La société a des services qui incluent des publicités dynamiques.
Adscape Media fonctionne comme une société de publicité in-game principalement en Californie, il offre un contenu aux plates-formes publicitaires de jeu en ligne. La société propose la publicité dans les jeux AdverPlay dynamique, et le Real World / Virtual World Gateway (RVG). La société dessert principalement les annonceurs et les éditeurs de jeux, elle a été fondée en 2002 elle était basée à San Francisco, en Californie. En mars 2007, ADSCAPE Media est devenue une filiale de Google.
IGA Worldwide : il est le premier réseau de publicité in-game. Il permet aux annonceurs de cibler des millions de consommateurs hautement engagés à travers une gamme de jeux de plateformes de jeu.
Le réseau indépendant international de publicité in-game d'IGA comprend plus de 80 titres de jeux pour PlayStation 3 et pour PC des plus grands éditeurs et développeurs de jeux, parmi lesquels Electronic Arts et Activision. En France, IGA Worldwide touche plus de 2.2 millions de consommateurs fortement engagés, générant presque 200 millions d'impressions publicitaires par mois. Comptant parmi ses clients, Coca-Cola, Gillette et Unilever, le bureau français d'IGA Worldwide fournira des campagnes publicitaires dynamiques localisée et mises à jour, adaptées aux joueurs français.

## Cible de consommation

### Consommateurs
Lors de la prise de contact avec la marque, l’individu est avant tout joueur et non pas consommateur. La marque propose une expérience ludique qui doit permettre au joueur de se divertir.
Il existe ainsi plusieurs catégories de joueurs sur le web :
- Les joueurs inconditionnels ou hardcore gamers, c’est-à-dire les joueurs qui s’impliquent énormément dans le jeu vidéo et qui recherchent avant tout la compétition et la performance. Ils jouent en moyenne plus de 15 heures par semaine et sont moins sensibles aux advergames sans pour autant les rejeter.
- Les joueurs assidus, qui perçoivent le jeu vidéo comme une activité sociale. Pour eux, jouer n’est pas une nécessité même s’ils tendent à jouer près de 8 heures par semaine.
- Les joueurs occasionnels ou casual gamers, pour qui le jeu n’est pas une priorité mais reste un moyen de détente. Ils jouent en moyenne de 1 à 5 heures par semaine.

Avant de se lancer dans la production d’un advergame, il est nécessaire que l’annonceur identifie clairement la cible de sa marque afin de proposer un jeu des plus adaptés. Selon une étude réalisée par Blockdot, les catégories de jeux comme les « puzzles » et les jeux de « plateau » sont plus populaires car ils s’adressent à tous types de joueurs (hommes et femmes confondus). De manière générale, il est fréquent que l’advergame s’adresse davantage aux joueurs occasionnels avec pour cœur de cible, les 10 à 35 ans tous sexes confondus.
Autre tendance, les dernières études du cabinet de recherche Redshift indiquent que les femmes jouent plus que les hommes aux jeux en ligne. Les marques n’hésitent pas à les cibler comme c’est le cas pour Magnum avec son advergame interactif « Pleasure hunt » où le personnage central est une femme.

### Impact
Sous ses airs de divertissement, l’advergame a de réelles missions visant à améliorer la notoriété de la marque, augmenter les intentions d’achat et faciliter la construction d’une base de données clients. Des moyens comme l’addiction ou l’interactivité permettent d’arriver aux objectifs fixés.
L’advergame reste pour l’instant une nouvelle technologie. Comme toute nouveauté, le joueur est attiré et fasciné par ce nouveau format. Cela tend d’ailleurs à valoriser l’impact et la persuasion de la marque. En effet, une étude Nielsen montre que 40 % des joueurs sont plus enclins à acheter une marque après avoir participé à leur jeu publicitaire. De plus, pour 87 % des personnes interrogées le degré de mémorisation reste élevé.